# Ectoplasm
Ectoplasm (Books of Blood - Volume Two) è un'antologia di racconti di Clive Barker, pubblicata nel 1984, secondo dei sei volumi della serie Books of Blood.

## Racconti contenuti
- Paura (Dread): uno studente di filosofia vuole studiare la paura in modo approfondito, utilizzando alcuni colleghi come cavie, tra cui il protagonista. Ma ciò avrà delle conseguenze ironiche e letali.
- La sfida dell'Inferno (Hell's Event): una maratona di beneficenza è il teatro per una secolare scommessa tra l'Inferno e gli uomini con il destino del mondo in palio.
- Jacqueline Ess: le sue ultime volontà (Jacqueline Ess: Her Will And Testament): dopo aver tentato il suicidio, una donna scopre di poter manipolare a suo piacimento il fisico proprio e altrui.
- La pelle dei padri (The Skins of the Fathers): una sfilata di demoni terrorizza una cittadina; essi sono alla ricerca del loro figlio, avuto anni prima con una donna.
- Nuovi Omicidi in Rue Morgue (New Murders in the Rue Morgue): un mitomane mette in scena il racconto di Poe allevando un orango assassino.

## Trasposizioni cinematografiche
- Dal racconto Paura (Dread) è stato tratto nel 2009 il film Dread, diretto da Anthony DiBlasi, con Jackson Rathbone, Hanne Steen, Laura Donnelly..[1]

## Gli altri Libri di Sangue
- Infernalia (Books of Blood - Volume One)
- Sudario (Books of Blood - Volume Three)
- Creature (Books of Blood - Volume Four)
- Visions (Books of Blood - Volume Five)
- Monsters (Books of Blood - Volume Six)

## Edizioni
- Clive Barker, Ectoplasm, traduzione di Rossana Terrone, I romanzi Sonzogno, Sonzogno, 1989,  p. 203, ISBN 88-454-0252-5.
- Clive Barker, Ectoplasm, traduzione di Rossana Terrone, I grandi, Bompiani, 1991,  p. 203, ISBN 88-452-1725-6.
- Clive Barker, Ectoplasm, traduzione di Rossana Terrone, Sonzogno Best Seller, 2000,  p. 203, ISBN 88-454-1891-X.